# Allergy, Asthma & Clinical Immunology
Allergy, Asthma & Clinical Immunology, abgekürzt Allerg. Asthma Clin. Immunol., ist eine wissenschaftliche Fachzeitschrift, die von dem Biomed Central-Verlag im Auftrag der kanadischen Gesellschaft für Allergologie und klinische Immunologie (CSACI) veröffentlicht wird. Die Zeitschrift erscheint mit vier Ausgaben im Jahr. Es werden Arbeiten veröffentlicht, die sich mit Fragestellungen aus der Allergie und der klinischen Immunologie beschäftigen.
Der Impact Factor lag im Jahr 2014 bei 2,032. Nach der Statistik des ISI Web of Knowledge wird das Journal mit diesem Impact Factor in der Kategorie Allergologie an 15. Stelle von 24 Zeitschriften und in der Kategorie Immunologie an 109. Stelle von 148 Zeitschriften geführt.